# 让-路易·让毕尤斯

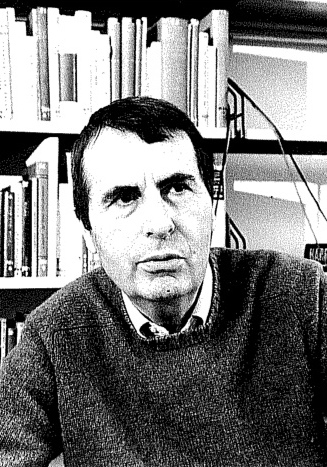
让路易.让毕尤斯

让-路易·让毕尤斯（英語：Jean-Louis de Rambures，1930年5月19日—2006年5月20日）是一名记者，作家，法国文化参赞。他的全名是子爵让路易布·勒蒂泽尔·让毕尤斯。

## 生平
他的母亲是露西儿·科洛格卡，来自巴西，父亲是子爵 伯纳德·勒蒂泽尔·让毕尤斯。除了母语葡萄牙语和法语外，他还能说流利的英语和德语。他很早就接触了德国文学，这使他后来在德法翻译方面很有成就。他先后在图卢兹和巴黎上学，然后在图宾根（德国）以及巴黎上大学。随后在巴黎深造研究生课程，最终获得硕士学位。
1958年，他开始为月刊《现实》《Réalités》 工作。当时的他为卡拉扬，史托克豪森，鲁奇诺维斯维斯康蒂许多艺术家写生平介绍。
从1968年开始他曾先后为杂志Connaissances des Arts，杂志L'Express和日报Le Monde长达25年的编写工作。通过编写工作，他开始对文学着迷，他会见了那个时代的伟大作家罗兰·巴特，格拉克，让玛丽古斯塔夫勒克莱齐奥，海伦西苏，赫塔米勒，恩斯特荣格尔，作家托马斯伯纳德，君特格拉斯和海因里希伯尔，等等。这些访谈内容刊登在日报le Monde上，其中的25个访谈收录在他的著作《作家如何工作》（由巴黎的Flammarion出版社于1978年出版）。这本著作被翻译成日文，并于1979年在东京由Chuokoron-sha公司出版。
从70年代初，让路易·让毕尤斯也成了法国在波恩的文化参赞。从1975年开始他在法国外交部文化厅任职。1987年到1995年，他先后担任法语文化协会研究所（Institut français）在德国萨尔布吕肯和法兰克福两大城市的主任。他把德文著作翻译成法文。正是通过他的翻译作品，法国公众认识了瑞士作家保罗·尼莫（Paul Nizon）。

## 奖项
荣获了
- “艺术与文学骑士”殊荣
- 德意志联邦共和国优异十字勋章。

## 作品
《Comment travaillent les écrivains》《作家如何工作》巴黎的Flammarion出版社于1978年出版